# شيرعلي (تشاراويماق)
شيرعلي (بالفارسية: شیرعلی) هي منطقة سكنية تقع في قسم تشاراويماق الجنوبي الغربي الريفي في إيران.